# Dynów (stacja kolejowa)
Dynów – wąskotorowa stacja kolejowa Przeworskiej Kolei Dojazdowej w Dynowie, w województwie podkarpackim, w Polsce. Jest to stacja końcowa PKD.
Została otwarta 8 września 1904 roku razem z wąskotorową linią kolejową z Przeworska do Dynowa. W sezonie letnim obsługuje ruch turystyczny.

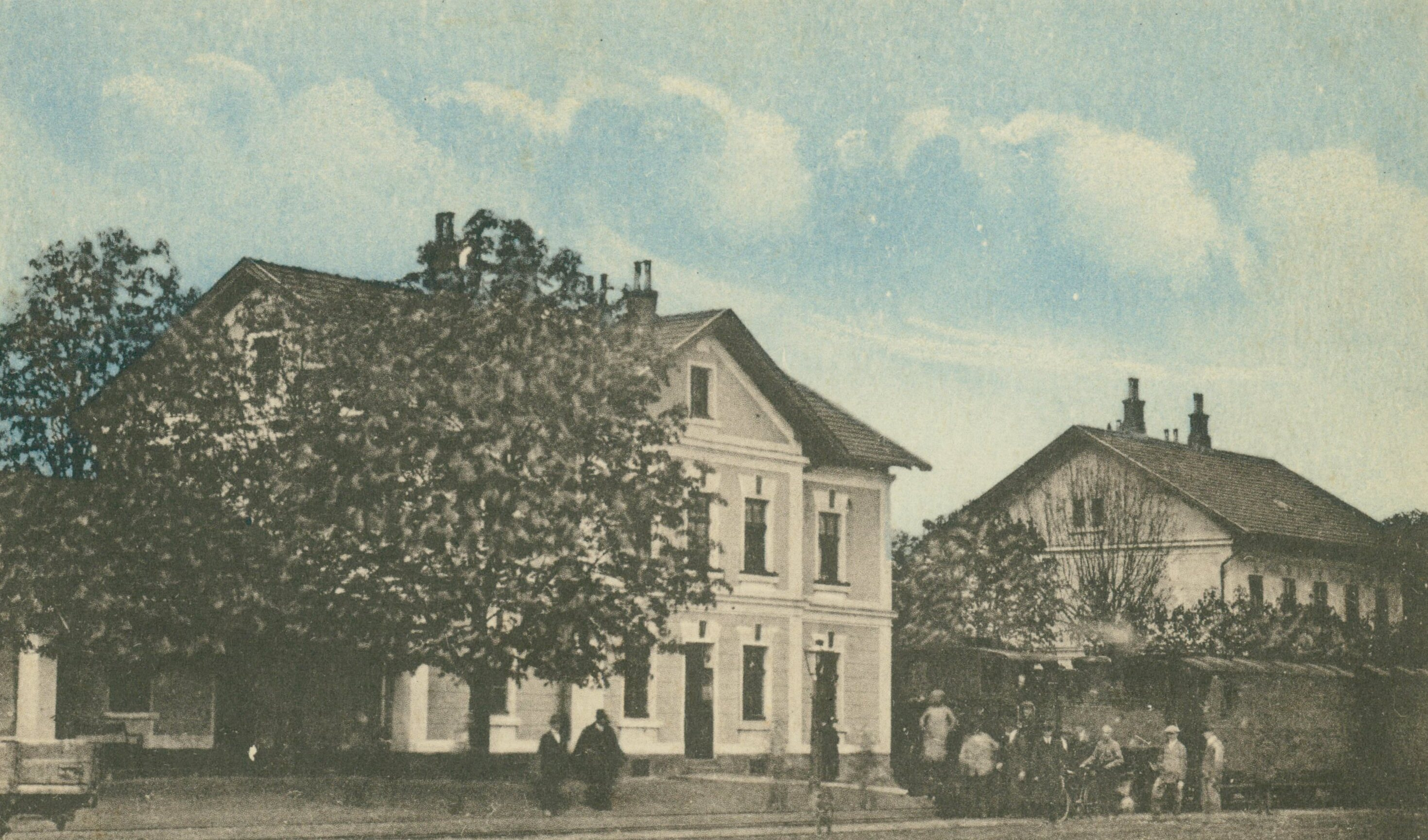
Dworzec w 1926